# Kutjärnen
Kutjärnen är en sjö i Orsa kommun i Dalarna och ingår i Dalälvens huvudavrinningsområde. Sjön har en area på 0,195 kvadratkilometer och ligger 285 meter över havet. Sjön avvattnas av vattendraget Ickån.

## Delavrinningsområde
Kutjärnen ingår i det delavrinningsområde (677293-145224) som SMHI kallar för Inloppet i Daddbodsjön. Medelhöjden är 314 meter över havet och ytan är 6,54 kvadratkilometer. Det finns ett avrinningsområde uppströms, och räknas det in blir den ackumulerade arean 16,05 kvadratkilometer. Ickån som avvattnar avrinningsområdet har biflödesordning 2, vilket innebär att vattnet flödar genom totalt 2 vattendrag innan det når havet efter 323 kilometer. Avrinningsområdet består mestadels av skog (79 procent) och sankmarker (13 procent). Avrinningsområdet har 0,2 kvadratkilometer vattenytor vilket ger det en sjöprocent på 3 procent.